# 나무고추
나무고추(학명: Capsicum frutescens 캅시쿰 프루테스켄스[*])는 가지과의 한해살이 또는 여러해살이 식물로, 고추의 일종이다.

## 분포
아메리카에 분포한다. 북아메리카(멕시코), 중앙아메리카(과테말라, 니카라과, 벨리즈, 엘살바도르, 온두라스, 코스타리카, 파나마), 남아메리카(가이아나, 베네수엘라, 브라질, 수리남, 에콰도르, 콜롬비아, 페루, 프랑스령 기아나)가 원산지이다.

## 재배종
- 라부요고추
- 말라게타고추
- 타바스코고추
- 피리피리고추

## 같이 보기
- 고추(C. annuum)
- 베리고추(C. baccatum)
- 중국고추(C. chinense)
- 털고추(C. pubescens)